# MYADM
MYADM‏ (Myeloid associated differentiation marker) هوَ بروتين يُشَفر بواسطة جين MYADM في الإنسان.